# Salvador Martínez Silva
Salvador Martínez Silva (* 30. März 1889 in Zamora, Michoacán; † 7. Februar 1969) war ein mexikanischer römisch-katholischer Geistlicher und Weihbischof in Morelia.

## Leben
Salvador Martínez Silva empfing am 30. Oktober 1912 das Sakrament der Priesterweihe.
Am 10. August 1940 ernannte ihn Papst Pius XII. zum Titularbischof von Iasus und bestellte ihn zum Weihbischof in Zamora. Der Bischof von Zamora, Manuel Fulcheri y Pietrasanta, spendete ihm am 11. Dezember desselben Jahres die Bischofsweihe; Mitkonsekratoren waren der Erzbischof von Antequera, José Othón Núñez y Zárate, und der Erzbischof von Guadalajara, José Garibi y Rivera.
1951 wurde Salvador Martínez Silva zum Weihbischof in Morelia bestellt.